# コールドトラップ
コールドトラップあるいは冷却トラップ（れいきゃくトラップ）とは、減圧操作において気体を液体あるいは固体に濃縮する装置である。
エバポレーターなどで減圧する際に、蒸発した気体の有機溶媒や水蒸気が吸引ポンプに達するのを防ぐために用いる。あるいは、オイル等の液体を用いるポンプから気体がサンプルや実験系内に流れ込んで汚染することを防ぐために用いる。
捕捉した気体を冷却し濃縮するために、液体窒素等の入ったデュワー瓶に入れて使用する。このため、液体酸素を発生する危険がある。